# Södertörnkyrkan
Södertörnkyrkan är en pingstkyrka beläget i Huddinge centrum, Huddinge kommun.

## Historia
Pingstförsamlingen har funnits sedan i början av 1900-talet och bildade egen juridisk person år 2008. Sedan år 2010 ingår även Örbykyrkan, Älvsjö och sedan 2013 också Gula Villan, Trångsund.

## Kyrkan
Nybygget godkändes av kommunfullmäktige den 12 oktober 2009, bygget påbörjades den 6 juni 2010 och kyrkan invigdes den 14 januari 2012.

## Verksamhet
Församlingen har nära band med övriga pingströrelsen i Sverige samt med andra kristna församlingar i närområdet. Utöver gudstjänster och annan mötesverksamhet inklusive samlingar på arabiska, tamil och sinhala, bedriver församlingen även socialt arbete i närmiljön och internationell biståndsverksamhet, samt en second hand-butik.